# Hammy Howell
William „Hammy“ Howell (* 24. Oktober 1954 in London; † 13. Januar 1999 in Torquay) war ein britischer Pianist.

## Leben
William Howell besuchte von 1966 bis 1973 die Wennington School in Wetherby in Yorkshire. Er hatte früh seine Leidenschaft für das Klavierspiel entdeckt und spezialisierte sich in der Wennington School auf Blues und Boogie-Woogie. Seinen Spitznamen „Hammy“ erhielt er ebenfalls dort. Er ging auf Howells Vorliebe für Hamster als Haustiere zurück. Später hielt Howell allerdings Ratten.
In den mittleren 1970er Jahren spielte er mit Johnny Mars.
Nachdem sich Rocky Sharpe and the Razors aufgelöst hatten, formierte sich 1976 die Band Darts. Zu den bisherigen Razors Den Hegarty, Griff Fender, Rita Ray und Horatio Hornblower kamen Bob Fish, George Currie, Iain Thompson, John Dummer und Hammy Howell. Im Dezember 1977 erreichten die Darts mit einem Medley aus Daddy Cool und The Girl Can’t Help It die Nr. 6 in den britischen Charts. Im Folgejahr kamen sie mehrmals hintereinander auf Platz 2. Sie traten bei Top of the Pops auf und brachten nach ihrem Debütalbum Darts noch Everyone Plays Darts sowie Amazing Darts heraus. Damit wurden die Darts die Band, die sich im Vereinigten Königreich 1978 am besten verkaufte. Danach folgten noch Erfolge mit Get It und Don’t Let It Fade Away, aber die Band hatte den Höhepunkt ihres Erfolges bereits überschritten. Howell verließ die Band und wandte sich für einige Zeit einem klassischen Musikstudium zu. Kurzfristig kehrte er 1980 noch einmal zurück. Wenige Jahre später lösten sich die Darts auf.
Howell litt nach der Krankheit und dem Tod seiner Mutter unter gesundheitlichen Problemen; bereits 1979 hatte er einen Zusammenbruch erlitten, dem weitere folgten. Er zog nach Torquay in eine betreute Wohnanlage, wo er Klavierunterricht erteilte und in der hauseigenen Band spielte, aber weiterhin einen sehr ungesunden Lebensstil pflegte. Schließlich erlitt er einen Herzinfarkt. Brendan Kavanagh, der als Siebzehnjähriger einige Klavierstunden von Howell erhielt, bezeichnete ihn neben Nelly Ben-Or als seinen wichtigsten Lehrer. Laut Kavanagh, der Hammy’s Boogie häufig bei seinen öffentlichen Auftritten spielt, arbeitete Howell zu der Zeit, zu der er ihn unterrichtete, als Reinigungskraft.:01:28:06:50